# Palazzo Abatellis

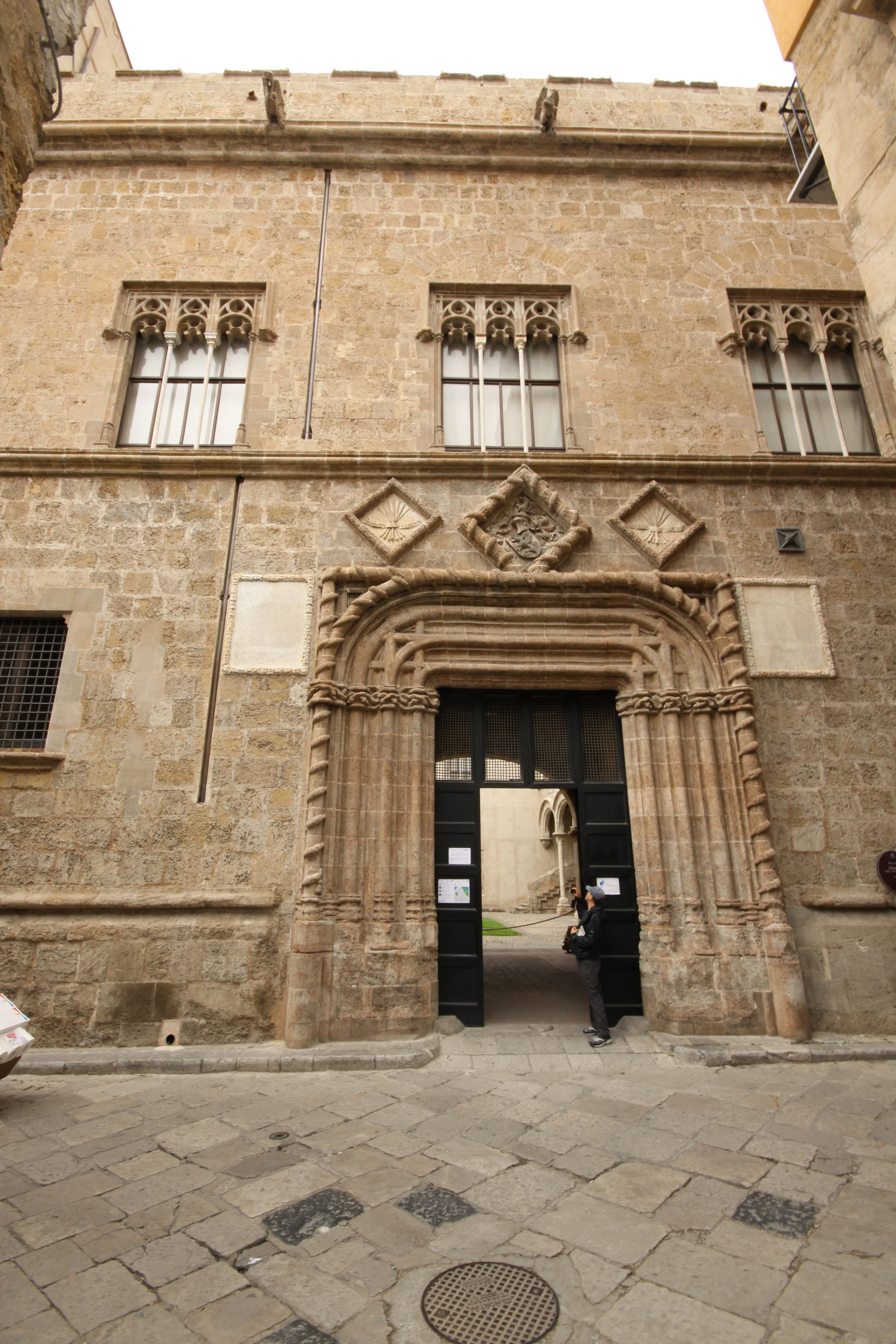
Hauptfassade

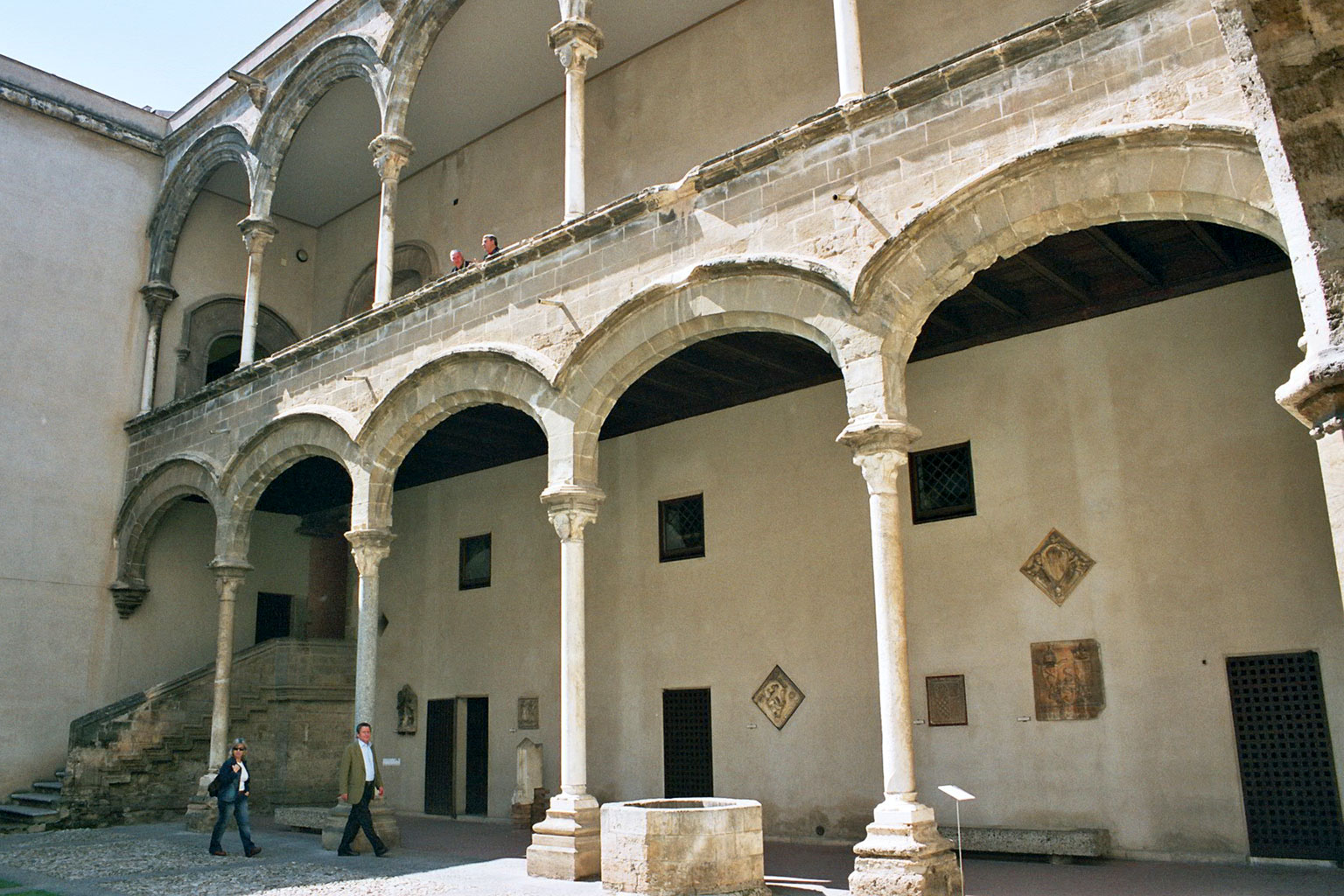
Innenhof

Der Palazzo Abatellis, auch Palazzo Patella genannt, ist ein Palast in Palermo. Er liegt im Kalsa-Viertel in der Via Alloro und beherbergt heute die Galleria Regionale della Sicilia, Siziliens größtes Kunstmuseum.
Der Palast wurde 1490 von Francesco Abatellis, einem hohen Würdenträger von König Ferdinand II., als Privatresidenz in Auftrag gegeben. Baumeister war der bekannte sizilianische Architekt Matteo Carnelivari.
Da aus Abatellis beiden Ehen mit Elisabetta Solero und Maria Toddi keine Kinder hervorgingen, vermachte er das Gebäude dem Konvent der Dominikanerinnen, die es von 1526 bis 1943 nutzten. Dabei wurde der Palast zweimal erweitert, auf der östlichen Seite wurde eine Kirche angebaut und auf der südlichen Seite ein Erweiterungsbau für den Konvent. Durch einen Bombenangriff 1943 teilweise zerstört, wurde das Gebäude nach Kriegsende unter der Leitung von Carlo Scarpa restauriert und die Galleria Regionale della Sicilia mit Kunstwerken vom Mittelalter bis zur Neuzeit eingerichtet.
Der zweistöckige Palast im Stil der katalanischen Spätgotik ist quadratisch angelegt. Durch ein reich geschmücktes Portal betritt man die Eingangshalle, von der aus der große Innenhof zu überblicken ist. Dieser wird auf einer Seite von einer zweistöckigen Loggia abgeschlossen. Charakteristisch dafür sind Säulengänge mit weiten Rundbögen und zierlichen Säulen.